# Коннектор (завод)
Завод «Коннектор» — промышленное предприятие, расположенное в Основянском районе Харькова.

## История

### 1959—1991
Предприятие было создано в 1959 году как завод по выпуску штепсельных разъемов. В течение первых двух лет деятельности заводом был освоен выпуск соединителей 42-х типономиналов. Находилось в ведении министерства электронной промышленности СССР.
В 1966 году завод получил новое наименование — «Харьковский завод радиоэлементов».
В 1967—1968 годы предприятием был освоен выпуск электросоединителей РПКМ для авиационной техники.
В 1969 году на базе завода радиоэлементов решением коллегии министерства электронной промышленности СССР было создано производственное объединение «Коннектор», в которое вошли евпаторийский завод «Вымпел» по производству контактных пар для электросоединителей, ивано-франковский завод «Индуктор» по производству изоляторов, завод «Эталон» в г. Антрацит по производству контактных пар и штампованных деталей, а также Харьковское центральное конструкторское бюро по спецмашиностроению (ХЦКТБ).
В 1970 году — на заводе было создано собственное машиностроительное производство для механизации и автоматизации производственных процессов. В этом же году был освоен выпуск субминиатюрных соединителей РПС1 с золочеными контактами для систем управления космическими аппаратами.
В 1985 году объёмы производства достигли 250 млн соединителей в год.
В 1988 году предприятию была поручена задача освоения и выпуска многоконтактных электрических соединителей с малым усилием сочленения-расчленения для широкофюзеляжных самолётов Ил-96, Ту-154, Ту-204, Ан-70.

### После 1991
После провозглашения независимости Украины завод освоил выпуск товаров народного потребления, в том числе алюминиевых сковород, мебельной фурнитуры, ножовочных полотен и др.
15 мая 1995 года Кабинет министров Украины принял решение о обязательной приватизации завода.
В 1998 году завод был освобождён от уплаты земельного налога (в это время размер земельного участка предприятия составлял 7,65 га).
В 1999 году предприятие было акционировано и преобразовано в ОАО «Коннектор».
К началу сентября 2002 года ОАО «Коннектор» наладило производство электрических соединителей, взаимозаменяемых с продукцией зарубежных фирм «Radiall» (Франция), «Framatom-berg» (Франция-США), «ITT Cannon» и «AMP» (США). В период с осени 2002 до начала 2008 года завод имел возможность производить более 45 типов и около 2500 конструктивных разновидностей коннекторов и соединителей гражданского и военного назначения, которые применялись в многих отраслях промышленности, космонавтике, авиации, станкостроении, телекоммуникации, на транспорте, в производстве бытовой электроники.
2006 год завод закончил с прибылью 8,914 млн гривен.
В конце 2007 года общая численность работников предприятия составляла 1063 человека.
Начавшийся в 2008 году экономический кризис осложнил положение завода, в декабре 2008 года предприятие перешло на трёхдневную рабочую неделю.
2009 год ОАО «Коннектор» завершило с 1 млн гривен чистого убытка, 2010 год — с 1,84 млн гривен чистого убытка.
22 сентября 2010 года в ходе проверки деятельности завода сотрудниками государственной налоговой инспекции в производственных помещениях предприятия был обнаружен нелегальный швейный цех, в котором работали 300 человек.
К началу мая 2012 года завод освоил производство более 45 типов и около 3500 конструктивных разновидностей коннекторов и соединителей, однако хозяйственное положение предприятие оставалось не вполне благополучным.
Тем не менее, в 2012 году завод осуществил обновление средств производства: были отремонтированы и модернизированы две литейные машины и линия серебрения, что дает возможность нарастить объёмы производства.